# Siccia altiguttata
Siccia altiguttata là một loài bướm đêm thuộc phân họ Arctiinae, họ Erebidae.